# Pseudonaja mengdeni
Espèce
Synonymes
- Pseudonaja kellyi Wells & Wellington, 1985

Pseudonaja mengdeni est une espèce de serpents de la famille des Elapidae. 

## Répartition
Cette espèce est endémique du centre de l'Australie. 

## Étymologie
Cette espèce est nommée en l'honneur de Gregory Mengden.

## Publication originale
- Wells & Wellington, 1985 : A classification of the Amphibia and Reptilia of Australia. Australian Journal of Herpetology, Supplemental Series, vol. 1, p. 1-61 (texte intégral).